# Leucania lineata
Leucania lineata là một loài bướm đêm trong họ Noctuidae.